# Abraham Konstantin Mouradgea d'Ohsson
Abraham Konstantin Mouradgea d'Ohsson, född 26 november 1779 i Konstantinopel, död 25 december 1851 i Berlin, var en svensk friherre, historiker och diplomat av armenisk börd. Han var son till Ignatius Mouradgea d'Ohsson adlad Mouradgea d'Ohsson. Hans mest kända verk behandlar mongolernas historia från Djingis khan till Timur Lenk.
Konstantin d'Ohsson kom 1798 till Sverige, där han 1799 avlade kansliexamen vid Uppsala universitet. Samma år blev han kanslist vid utrikesexpeditionen, vistades 1801–03 som attaché i Paris, där han sysselsatte sig med forskningar i Orientens historia, och var därefter legationssekreterare: 1805–06 i Madrid, 1807–08 vid beskickningen hos preussiska hovet, en del av 1809 i Sevilla, där spanska insurrektionsregeringen hade sitt säte, och 1810–11 i Paris, där han 1811–13 var chargé d'affaires. Sedermera tjänstgjorde han en tid som kabinettssekreterare hos kronprinsen Karl Johan, utnämndes 1816 till svensk minister i Haag, flyttades 1834 i samma egenskap till Berlin och återkallades därifrån 1850.
Mouradgea övergick 1815 från katolska till lutherska kyrkan. År 1828 upphöjdes han i friherrligt stånd med namnet D'Ohsson. År 1817 blev han medlem av Vetenskapsakademien, 1823 hedersledamot av Vitterhetsakademien samt 1828 av Vetenskapssocieteten i Uppsala. Han studerade kemi och mineralogi under ledning av Berzelius samt författade åtskilliga uppsatser i Vetenskapsakademiens handlingar ävensom det postuma arbetet Gravitation universelle, la pression de l’air et les théorémes d’hydrodynamique (1852). Åt historieforskningen ägnade han dock sin mesta kraft. Han utgav 1820 tredje delen av sin fars verk "Tableau général de l’empire othoman" och författade Des peuples du Caucase ou voyage d’Abou-l-Cassim (1828) samt Histoire des mongols depuis Tchinguis-khan jusqu’à Timour (1834–35; ny upplaga 1852), ett mycket använt arbete.
Den friherrliga ätten d'Ohsson utslocknade vid hans död.